# Ratchet & Clank: Clone Home
Ratchet & Clank: Clone Home er et spil i spilserien Ratchet & Clank, det udkom i 2006. Og er en fortsættelse til Going Mobile.
| computerspil | Spire Denne computerspilsrelaterede artikel er en spire som bør udbygges. Du er velkommen til at hjælpe Wikipedia ved at udvide den. |